# Oene Noordenbos
Oene Noordenbos (Bozum, 5 juli 1896 – Amersfoort, 24 juni 1978) was een Nederlands politicus.
Noordenbos was een erudiete Friese onderwijzerszoon. Hij was een humanist die zichzelf een 'niet-theologiserende theoloog' noemde. Hij was de oprichter van de PSP, die in 1962 tussentijds lid van de Tweede Kamer werd. Hij werd gezien als een vriendelijk en bescheiden man, die als vruchtbaar publicist meer in de herinnering voortleeft dan als politicus.